# FunFilm
FunFilm, incorporée sous le nom Distribution FunFilm Inc (en anglais FunFilm Distribution), est une société québécoise de distribution de films basée à Montréal au Québec, fondée en 1996.

## Historique
Fondée en 1996, la compagnie se spécialise dans la distribution de productions étrangères et de films d'auteurs locaux. Généralement, FunFilm distribue cinq à six films québécois annuellement dont des documentaires.
Au début de l'année 2013, dans une entrevue accordée à la revue de cinéma Séquences portant sur la constante mutation de la distribution de films, le directeur général de FunFilm, Francis Ouellette, explique de sa société a été une des premières au Québec à sortir un ﬁlm en salle en même temps qu'en vidéo sur demande et que la vidéo sur demande a été plus proﬁtable que la sortie en salle.
En 2018, trois films de son catalogue sont récompensés : Genèse, Soleils noirs et Sofia.
En février 2019, la société noue une alliance avec une nouvelle société canadienne de distribution de Toronto, Game Theory Films, qui s'occupera de distribuer les titres de FunFilm au Canada à l'extérieur du Québec. Les trois premiers films distribués, Une colonie, Genèse et La Grande Noirceur, sont des films produits par Metafilms nommés pour le titre de meilleur film aux prix Écrans canadiens en 2019, titre que remporte le film Une colonie. L'alliance est productive puisque l'actrice du film Émilie Bierre y décroche le prix de meilleure actrice et le film La Grande Noirceur obtient cinq prix.
FunFilm offre plusieurs de ses titres sur la plateforme de vidéos sur demande Vimeo.

## Films distribués
Source : IMDB et FunFilm.ca
- 1996 : Joyeux Calvaire
- 1999 : Souffle d'ailleurs
- 2001 : La Répétition
- 2001 : Opération Cobra
- 2004 : Le Golem de Montréal
- 2006 : Dans Paris
- 2006 : Belle toujours
- 2006 : Confession des masques
- 2008 : Louise-Michel
- 2008 : Elle veut le chaos
- 2009 : La femme aux 5 éléphants (de)
- 2009 : La Famille Wolberg
- 2009 : Carcasses
- 2010 : Mardi, après Noël
- 2010 : Un poison violent
- 2010 : Mammuth
- 2010 : Tournée
- 2010 : Deux Fois une femme
- 2010 : Les Petits Ruisseaux
- 2011 : Le Cheval de Turin
- 2011 : Elena
- 2011 : L'Exercice de l'État
- 2011 : Les Géants
- 2011 : Le Voyage extraordinaire
- 2011 : Laurentie
- 2011 : Si tu meurs, je te tue
- 2011 : Pater
- 2011 : De bon matin
- 2011 : Pourquoi tu pleures ?
- 2011 : La Sacrée
- 2011 : Art/Crime
- 2011 : Faust[7]
- 2012 : Couleur de peau : miel
- 2012 : Une Estonienne à Paris
- 2012 : Bestiaire
- 2012 : Columbarium
- 2012 : La Mise à l'aveugle
- 2012 : Du vent dans mes mollets
- 2012 : Journal de France
- 2012 : Le Grand Soir
- 2013 : Vic+Flo ont vu un ours
- 2013 : Le Météore
- 2013 : Arwad
- 2013 : Chasse au Godard d'Abbittibbi
- 2013 : My Sweet Pepper Land
- 2013 : Lulu femme nue
- 2013 : La Vie domestique
- 2013 : L'Image manquante
- 2013 : La Danse de la réalité
- 2013 : La Bataille de Solférino
- 2013 : Ayiti Toma, au pays des vivants
- 2014 : P'tit Quinquin
- 2014 : Félix et Meira
- 2014 : Bird People
- 2014 : Hippocrate
- 2014 : Qu'est-ce qu'on fait ici ?
- 2014 : Réalité
- 2014 : Fidelio, l'odyssée d'Alice
- 2014 : L'Enlèvement de Michel Houellebecq
- 2014 : Le Nez
- 2015 : Les Démons
- 2015 : Chorus
- 2015 : Le Rang du lion
- 2015 : Le Bouton de nacre
- 2015 : Au plus près du soleil
- 2015 : Les Deux Amis
- 2015 : Comme un avion
- 2015 : L'Ombre des femmes
- 2015 : Trois Souvenirs de ma jeunesse
- 2016 : Prank (d)
- 2016 : Saint Amour
- 2016 : Le Cyclotron (en)
- 2016 : Robert Doisneau, le révolté du merveilleux
- 2016 : Le Goût d'un pays
- 2016 : Maudite Poutine
- 2016 : La Chasse au collet
- 2016 : Embrasse-moi comme tu m'aimes
- 2016 : Avant les rues
- 2016 : Poésie sans fin
- 2016 : Merci Patron !
- 2017 : Ava
- 2017 : La Douleur
- 2017 : Petit Paysan
- 2017 : Gaspard va au mariage
- 2017 : All You Can Eat Bouddha
- 2017 : Vénus
- 2017 : La Petite Fille qui aimait trop les allumettes
- 2017 : Le Vénérable W.
- 2017 : Nothingwood
- 2017 : Oscillations
- 2017 : Sashinka
- 2017 : Les Dépossédés
- 2018 : Genèse
- 2018 : Une colonie
- 2018 : La Grande Noirceur
- 2018 : Ville Neuve
- 2018 : Soleils noirs
- 2018 : 13, un ludodrame sur Walter Benjamin
- 2018 : Sofia
- 2018 : Nos vies formidables
- 2018 : Le Grand Bal
- 2018 : La Prière
- 2019 : Viendra le feu
- 2019 : Perdrix
- 2019 : Nous sommes Gold
- 2019 : Le Meilleur Pays du monde
- 2019 : L'Angle mort
- 2019 : Brumes d'Islande
- 2020 : Le Château